# 西班牙国家历史档案馆
国家历史档案馆（西班牙語：Archivo Histórico Nacional）是位于西班牙马德里的一座历史档案馆。

## 历史
国家历史档案馆成立于1866年3月28日，最初位于马德里莱昂大街的一座小楼内，隶属于皇家历史学院。保存着一个世纪以来的法律卷宗、宗教文书以及大量的私人档案藏品。1953年，总部搬到现在的塞拉诺大街。
国家历史档案馆占地8460平方米，保存有16,383份绘图文件，13,600张历史照片和730,959份描述记录。

## 关联项目
- 西印度群岛综合档案馆
- 西班牙国家图书馆